# مستشفى طابا المركزي
مستشفي طابا المركزي هي مستشفي في طابا، جنوب سيناء، مصر.

## الوصف
المستشفى أقيمت على مساحة 3,356 ألف متر مربع، منها 1100 متر مربع مساحة المباني، وتبلغ الطاقة الاستيعابية للمستشفى 4 غرف استقبال وطوارئ، 5 عيادات خارجية، 12 أسرة مرضى، غرف عمليات، بنك للدم، غرف المعامل والأشعات، 3 غرف نفايات طبقًا لأكواد ومعايير الجودة، صيدلية، سكن للأطباء والتمريض، ومركز للتدريب.

## الخدمات
يوجد بمستشفى طابا المركزي مختلف التخصصات الطبية، ومنها (باطنة، أطفال، جراحة عامة، جراحة عظام، نساء وتوليد، أمراض جلدية، أنف وأذن وحنجرة، جراحة الفم والأسنان، استقبال وطوارئ، رعايات مركزة، تنظيم الأسرة، أمراض القلب)، بما يسهم في توفير الرعاية الصحية المتكاملة وأفضل الخدمات الطبية لأهالي جنوب سيناء.